# 갤러리아 팰리스
갤러리아 팰리스(영어: Galleria Palace)는 대한민국 서울특별시 송파구 잠실동에 위치한 아파트 단지이다. 이 건물은 아파트와 오피스텔으로 구성되어 있다. 지상 46층, 지하 5층이다.

## 갤러리

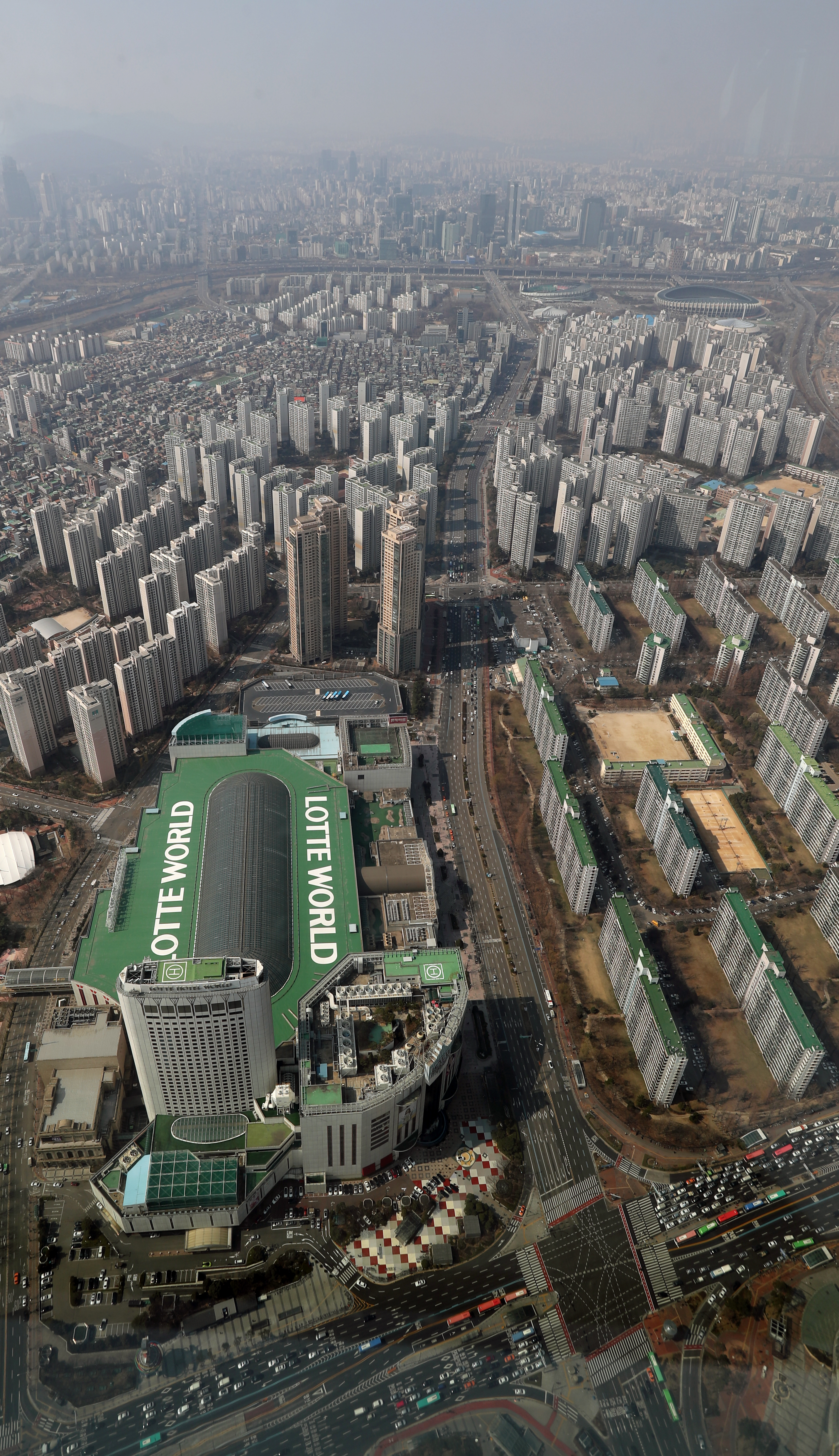

## 같이 보기
- 서울특별시의 마천루 목록
- 서울 송파구의 마천루 목록